# Trichobius sphaeronotus
Trichobius sphaeronotus är en tvåvingeart som beskrevs av Jobling 1939. Trichobius sphaeronotus ingår i släktet Trichobius och familjen lusflugor. Inga underarter finns listade i Catalogue of Life.